# Джонатан Айв
Джонатан Пол «Джоні» Айв, CBE (англ. Jonathan Paul 'Jony' Ive，нар. 27 лютого, 1967) — англо-американський дизайнер, старший віцепрезидент підрозділу промислового дизайну корпорації Apple Inc у 1996—2019 рр. Міжнародно відомий, як головний дизайнер пристроїв iMac, алюмінієвих та титанових PowerBook G4, MacBook, unibody MacBook Pro, iPod та iPhone.

## Біографія
Джонатан Айв народився у районі Чайгфорд міста Лондон, графства Ессекс, Велика Британія, де провів своє дитинство.
У 1985 році вивчає дизайн та мистецтво у Ньюкаслській Політехніці (нині Університет Нортумбрії).
У 1989 році стає співзасновником лондонської консалтигової фірми Tangerine Design, де займається дизайном гребінців для волосся, електроінструменту та сантехніки.
У 1992 році переїжджає до Сан Франциско, щоб зайняти посаду провідного дизайнера у творчій студії корпорації Apple Inc., на запрошення директора з дизайну Роберта Бруннера.
У 1997 році стає віцепрезидентом з промислового дизайну корпорації Apple Inc., замінивши Роберта Бруннера, за рекомендацією останнього.
1998 року презентував оригінальний iMac, яких було продано 2 млн пристроїв в той же рік.
1999 року представив Apple iBook, 22" Cinema Display, PowerMac G4 Tower та iSub.
2000 року запустив Apple G4 Cube. Здобув ступінь почесного доктора в Університет Нортумбрії (Ньюкасл).
2001 року Apple представила титановий PowerBook G4 та портативний MP3 плеєр iPod
2002 року запустив нові соняшникоподібні (англ. «sunflower-inspired») iMac із 15" та 17" екранами на шарнірах. Представлений eMac, версія iMac спеціально розроблена для використання у сфері освіти.
У 2003 році презентує 12" PowerBook та 17" PowerBook, товщиною 1" та вагою 6.8 lbs, найтонкіший та найлегший у світі 17" ноутбук.
Джонатан Айв названий Дизайнером Року Лондонським Музеєм Дизайну та нагороджений титулом Королівський Промисловий Дизайнер Королівським Товариством Мистецтв.
У 2004 році представляє багатокольоровий iPod mini та ультра-тонкий iMac G5.
У 2005 році призначений старшим віце-президентом з промислового дизайну корпорації Apple Inc.. Презентує Mac mini.
У 2006 році нагороджений Королевою Єлизаветою II титулом Командора Ордена Британської Імперії.
У 2007 році визнаний № 33 у ТОП49 чоловіків виданням AskMen. Відзначається, що глобальний продаж пристроїв iPod перевищив 100 млн одиниць. Представив новий пристрій iPod Nano, який відтворює відео, так само як і аудіо, а також iPod Touch, із сенсорним екраном.
У 2008 році нагороджений спеціальною нагородою «За Особисті Досягнення» від Mobile Data Association за дизайн iPhone
У 2009 році отримав ступінь почесного доктора в Школі Дизайну в Род-Айленді
У 2010 представляє планшетний комп'ютер iPad.
23 травня 2012 року був посвячений в лицарі Британської імперії.
29 жовтня 2012 року у зв'язку із звільненням Скота Форстола з компанії Apple, займається розробкою дизайну мобільної системи iOS.
У 2013 році представив сьому версію iOS, прибравши з неї весь скевоморфізм.
У червні 2019 року стало відомо про плани Айва піти з компанії Apple та створити власну студію дизайну LoveFrom. Наприкінці листопада 2019 року офіційно залишив посаду директора з дизайну; ім'я Айва прибрали із розділу керівників на сайті Apple. Після цієї новини акції корпорації на біржі Nasdaq здешевшали на 1,54 %, а капіталізація Apple скоротилася на 9 мільярдів доларів.
Проживає в районі Твін Пікз міста Сан-Франциско, штат Каліфорнія, разом із дружиною Хізер (англ. Heather), істориком за фахом, та дітьми-близнюками

## Цікавинки
- У травні 2009 року Джонатан Айв програв справу, за його претензією щодо доменів, які носять його ім'я, бо воно (ім'я) не використовується в комерції та не є зареєстрованим товарним знаком. ВОІВ зазначила, що Гаррі Джонс може продовжувати використовувати домени jonathan-ive.com, jonathanive.com, jony-ive.com та jonyive.com[19]
- Видано два біографічні нариси:
  1. Current Biography Yearbook 2006 / Clifford Thompson // Jonathan Ive, Head of the design team at Apple Computer Inc / Kim, David J. / New York: H.W. Wilson Co., 2006 / ISBN 978-0-8242-1074-8[20]
  2. Jonathan Ive designer of the iPod / Kris Hirschmann / Detroit : KidHaven Press, 2007 / ISBN 0-7377-3533-3[21]